# 1298 en santé et médecine
| Années de la santé et de la médecine : 1295 - 1296 - 1297 - 1298 - 1299 - 1300 - 1301    |
| Décennies de la santé et de la médecine : 1260 - 1270 - 1280 - 1290 - 1300 - 1310 - 1320 |

Cet article présente les faits marquants de l'année 1298 en santé et médecine.

## Événements

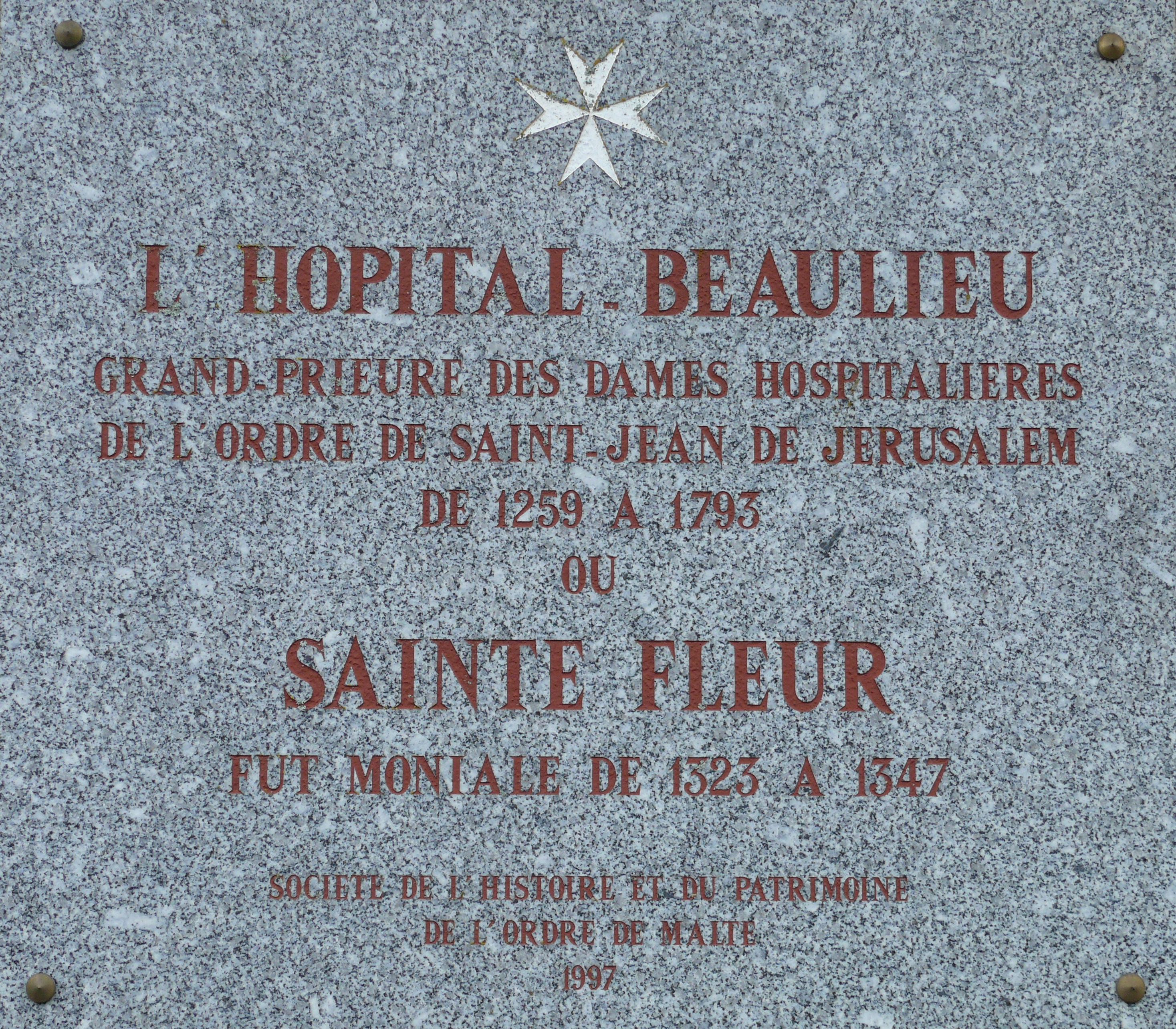
« L'Hôpital-Beaulieu » Issendolus

- Le pape Boniface VIII réitère l'interdiction d'étudier la médecine faite en 1219 aux moines et aux chanoines réguliers par  la bulle Super speculam d'Honorius III, mais il la lève pour ceux qui sont chargés d'églises paroissiales ou pour ceux que leurs supérieurs autorisent à « se rendre aux écoles pour y étudier pendant une certaine période des disciplines autres que la théologie ou le droit canonique[1] ».
- Fondation d'un hospice près de l'église Sainte-Marie-du-Jardin à Rome, par treize corporations d'arts et métiers[2].
- Fondation de l'aumône Saint-Pouair à Orléans, près de l'église Saint-Paterne, destinée à l'accueil des indigents et qui prendra en 1556 le nom d'« aumône des garçons », lesquels elle se vouera à loger, nourrir, instruire et placer chez des maîtres artisans[3].
- Construction d'un hôpital à Nyon, dans le Pays de Vaud[4].
- Construction de l'hôpital des Pauvres (Hospital de Pobres) à La Selva del Camp, en Catalogne[5].
- L'aumônerie de l'hôtel-Dieu est attestée à Saint-Yrieix, dans la vicomté de Limoges[6].
- L'hôpital tenu par les hospitalières de Saint-Jean de Jérusalem à Martel, dans le Quercy, est annexé à celui de Beaulieu[7].

## Personnalités
- 1261-après 1298 : fl. Jean de Saint-Amand, médecin, « contemporain de Gautier de Croix, évêque de Tournai, qu'il assist[e] sans doute à ses derniers moments, en 1261 », peut-être professeur à Paris, auteur de nombreux ouvrages médicaux[8].
- 1298-1322 : fl. Jean de Padua, médecin qui témoigne à charge au procès de Jacqueline Félicie en 1322[9].

## Naissance
- Vers 1298 : Guy de Chauliac (mort en 1368), chirurgien français, auteur de la Chirurgia magna, achevée en 1363[10].

## Décès
- 24 décembre : Théodoric Borgognoni[11] ou Thierry de Lucques (né en 1205), fils d'Hugo Borgognoni (it)[12] († 1259), chirurgien italien, auteur de la Cyrurgia seu Filia principis.
- Jean de Procida (né en 1210), médecin et diplomate italien[13].